# Comunità collinare Val Rilate

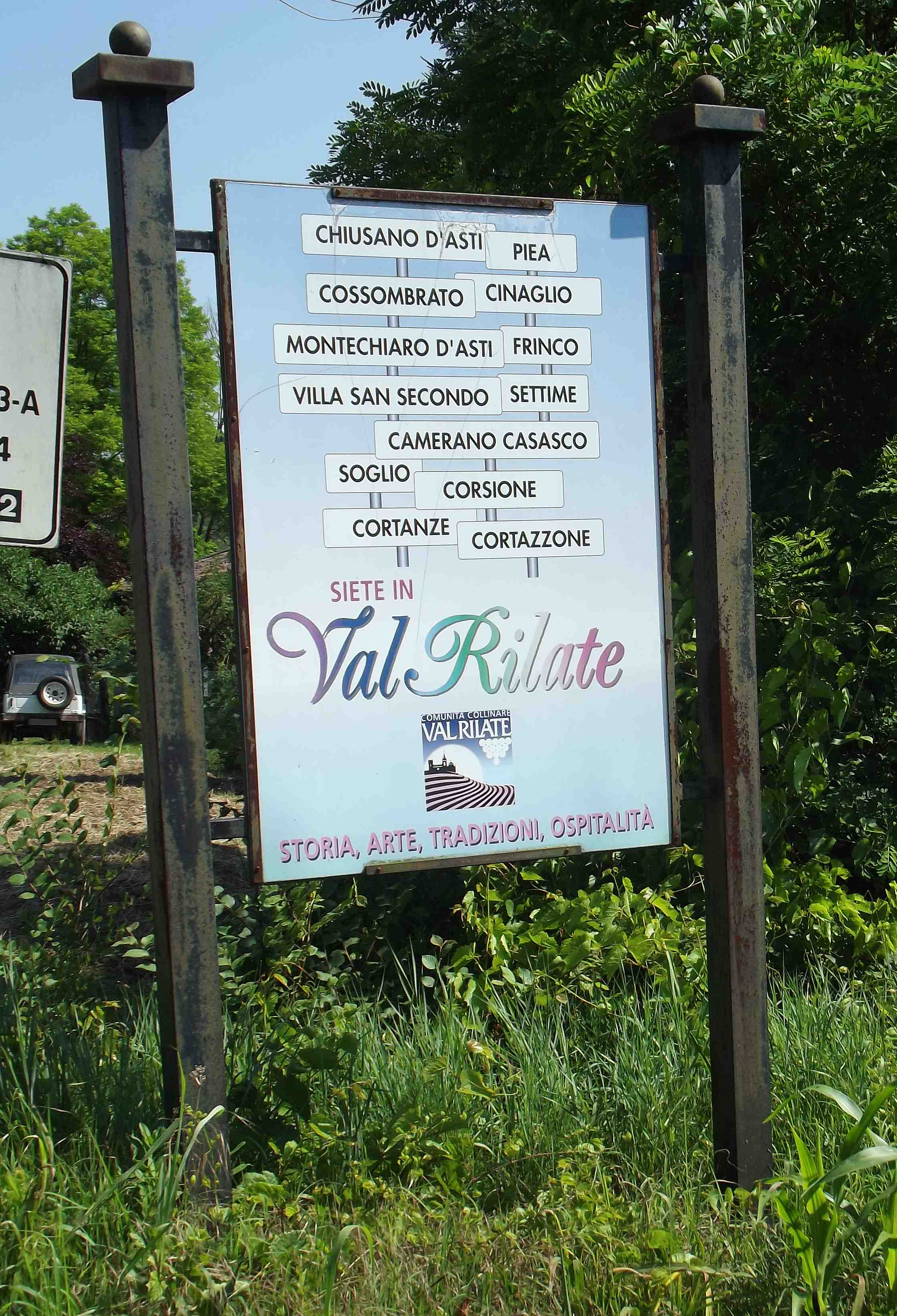
Cartello stradale che segnala l'inizio del territorio della comunità collinare

La Comunità collinare Val Rilate è un'unione di comuni della provincia di Asti costituita il 28 ottobre 2000. Ne fanno parte i seguenti dodici comuni:
- Camerano Casasco
- Chiusano d'Asti
- Cinaglio
- Cortanze
- Cortazzone
- Cossombrato
- Frinco
- Montechiaro d'Asti
- Piea
- Settime
- Soglio
- Villa San Secondo

## I motivi dell'associazione
Globalmente al censimento del 2001 la popolazione dei 13 comuni era di 6.475 persone, meno di 500 abitanti per comune. L'esigenza di portare in comune una serie di servizi era il motivo di poter migliorare la qualità della vita degli abitanti e la riduzione dei costi. Gli obiettivi di questa Unione comunale sono elencati nell'articolo 2 dello statuto.
La sede è presso il municipio di Montechiaro d'Asti.